# هيو ساندرز
هيو ساندرز (بالإنجليزية: Hugh Sanders)‏ هو ممثل أمريكي، ولد في 13 مارس 1911 في الولايات المتحدة، وتوفي في 9 يناير 1966 بلوس أنجلوس في الولايات المتحدة.

## أعمال

### أفلام
- (1950) السيد 880
- (1959) الساحر
- (1962) قتل طائر بريء

## وصلات خارجية
- هيو ساندرز على موقع IMDb (الإنجليزية)
- هيو ساندرز على موقع إن إن دي بي (الإنجليزية)
- هيو ساندرز على موقع قاعدة بيانات الفيلم (الإنجليزية)